# Суперкубок Туркменістану з футболу 2018
Суперкубок Туркменістану з футболу 2018  — 13-й розіграш турніру. Матч відбувся 20 червня 2018 року між чемпіоном Туркменістану клубом Алтин Асир та володарем кубка Туркменістану клубом Ахал.
| Володар Суперкубка Туркменістану 2018 |
| ------------------------------------- |
|                                       |
| Алтин Асир Четвертий титул            |

## Матч

### Деталі
| 20 червня 2018 |

| Алтин Асир | 1:0 | Ахал |
| ---------- | --- | ---- |
|            |     |      |

| Копетдаг, Ашгабат |